# سوليدير
سوليدير (الشركة اللبنانية لتطوير وإعادة إعمار وسط بيروت، (بالفرنسية: Société Libanaise pour le Développement et la Reconstruction)‏), شركة عقارية أنشأها مجلس الإنماء والإعمار سنة 1994 بهدف إعادة إعمار وتطوير وسط بيروت التجاري. مدرجة ببورصة بيروت منذ 1996.

## تأسيسها
برأسمال 1,65 مليار دولار تضم حوالى 35 ألف مساهم وتقوم بتنفيذ مشروع تطوير وسط بيروت وإعادة إعماره على مساحة 1,9 مليون متر مربع منها حوالى 700 ألف متر مربع من الأراضي المستحدثة على البحر.
منذ انطلاق المشروع وحتى اليوم، حققت الشركة إنجازات جعلت من بيروت موقعاً إقليمياً مميزاً ونقطة جذب للاستثمارات. كما نفذت سلسلة من المشاريع التطويرية منها مشروع الصيفي السكني النموذجي ومبنى الأمم المتحدة، حيث مقر الأسكوا الدولي ومجمع السفارات، بالإضافة إلى مشاريع أخرى شملت السكن، والمكاتب، والمصارف، والفنادق، وذلك، إلى جانب ترميم غالبية المباني القديمة التراثية ذات الهندسة المعمارية المتنوعة بحيث أخذ وسط بيروت يستعيد معالمه التاريخية ورونقه وجماله.

## مشروع أسواق بيروت
أعادت شركة سوليدير بناء أسواق مدينة بيروت في موقعها التاريخي سابقاً بحلة جديدة ومستحدثة، مع المحافظة على روحية الأسواق القديمة من ناحية المكان والأسماء والميزات، بحيث تعود كمرفق تجاري حيوي ونقطة استقطاب للّبنانيين والعرب والأجانب.
وتحتل هذه الأسواق موقعاً مميزاً. فهي تقع في قلب وسط مدينة بيروت وعلى مسافة قريبة من منطقة الفنادق على الواجهة البحرية والأحياء السكنية في وادي أبو جميل، والصيفي، ومن المكاتب، والمصارف، والمناطق التجارية التي تحيط بها، مما يصلها بأحياء الوسط ومدينة بيروت كافة. وستكون في المستقبل الصلة بين الوسط التقليدي والأراضي المستحدثة على البحر.
وتشكل أسواق بيروت مرفقاً تجارياً حيوياً حديثاً يختلف ويتميز بتكوينه وعناصره عن مفهوم التجمعات التجارية المعاصرة التي تعرف بـ «مول». فنحن هنا أمام منطقة تجارية بكاملها مع شوارعها التاريخية المخصصة للمشاة، وتتضمن أسواقاً منها المغطى ومنها المكشوف، والتي حافظت على أسمائها المشهورة سابقاً كسوق الطويلة، وسوق الجميل، وسوق أياس، وسوق الأروام. وتحوي هذه الأسواق محلات تجارية متنوعة النشاطات، ومكاتب، والمطاعم والمقاهي، بالإضافة إلى سوق الصاغة والساحات التاريخية أيضاً كساحة العجمي وبركة العنتبلي. وهي تمثل الجزء الجنوبي من منطقة الأسواق الذي تم إنجازه حتى الآن.
أما الجزء الآخر والذي سيتم تنفيذه على مرحلتين خلال السنوات الثلاث القادمة، فسيشمل مجمعًا للترفيه مع 14 صالة سينما مجهزة بأحدث المنشآت التقنية، ومبنى مخازن كبرى ذا هندسة معمارية مرموقة تجعل منه معلماً فريداً من نوعه، الأمر الذي سيتيح للمتسوق أو المتنزه أن يستمتع بنشاطات مختلفة في مكان واحد.
تشكل أسواق بيروت منطقة مخصصة للمشاة مع مرأب سفلي على أربعة مستويات بسعة 2600 سيارة.

## سوليدير يستفيد من أزمة السّيولة
ارتفع سهم سوليدير في لبنان، إلى أعلى مستوياته منذ عام 2009، عند نحو 24.5 دولار. وتعود الارتفاعات لعزم المستثمرين اللبنانيين التحوط من مخاطر تراجع قيمة العملة المحلية بشكل أكبر وزيادة التضخم. سعر السهم ارتفع بأكثر من 500% منذ نوفمبر عام 2019، لكونه يوفر فرصة لهروب الأموال من البنوك. ويتوقع بعض الخبراء ان تشهد الأسعار مزيداً من الارتفاع في حال استمر الطلب في ظل محدودية الأسهم المعروضة للبيع. ورافق التحسن في أسعار اسهم سوليدير تزايد ملحوظ في حركة البيوعات العقارية ما ساهم في تخفيض حجم الديون المترتبة عليها من نحو 650 مليون دولار إلى ما يقل عن 80 مليون دولار.
سجلت سوليدير أرباحا صافية في الميزانية غير المدققة بـ38,1 مليون دولار خلال النصف الأول من ٢٠٢٠. وبلغ إجمالي الموجودات 2,2 مليار دولار لغاية نهاية حزيران ٢٠٢٠. وارتفعت المبالغ النقدية وودائع الشركة في المصارف خلال منتصف هذا العام إلى ١٨٧ مليون دولار بالمقارنة مع 20,4 مليون دولار خلال الفترة نفسها من العام الماضي.